# Simon von Bures
Simon von Bures (* vor 1119; † nach 1154/vor 1158) war zwischen 1148/50 und 1153 Fürst von Galiläa im Königreich Jerusalem. Als solcher wurde er auch Simon von Tiberias (latein: Symon Tiberiadensis) genannt. 
Er war der Sohn des französischen Kreuzfahrers Gottfried von Bures. Er war ein Neffe von Wilhelm von Bures, der seit 1119 Fürst von Galiläa war, nach dem Tod König Fulkos 1143 aber abgesetzt wurde. Nach dem Tod des Fürsten Elinand von Galiläa übernahm Simon aus dem Recht seines exilierten Onkels das Fürstentum, bis sein Onkel nach dem Tod der Königin Melisende aus dem Exil zurückkehren konnte. 1153 nahm er als Vasall König Balduins III. an der erfolgreichen Belagerung von Askalon teil.